# Sarah Soilihi
Pour les articles homonymes, voir Soilihi.
Sarah Soilihi, née le 25 août 1992 à Marseille, est une sportive française pratiquant le kick-boxing et le karaté. Également personnalité politique, elle entre en politique au Parti socialiste, puis devient porte-parole de La France insoumise, avant de rejoindre le mouvement Génération.s.

## Biographie
Sarah Soilihi a grandi dans le 4e arrondissement de Marseille dans une famille d’origine franco-comoro-marocaine. Elle est docteur en droit et chargée d'enseignement en droit pénal à l’Université d'Aix-Marseille.

### Carrière sportive
En novembre 2015, Sarah Soilihi devient championne du monde de kick-boxing lors de la World Traditional Kickboxing Association 2015. Elle devient aussi en 2016, championne de France de karaté semi-contact.

### Engagement politique
Séduite par le discours de Marie-Noëlle Lienemann, Sarah Soilihi s'engage dans l'aile gauche du Parti socialiste (PS) en 2012. Lors des élections municipales de 2014 à Marseille elle est candidate sur les listes de Patrick Mennucci, vainqueur de la primaire organisée par le PS. Toutefois l'élection est finalement remportée nettement par les listes de Jean-Claude Gaudin, et elle n'est pas élue. 
Aux élections départementales de 2015, elle se présente ensuite en binôme sans étiquette dans le canton de Marseille-6 face aux candidats du PS et du Front de gauche, notamment. Sarah Soilihi et son colistier sont éliminés au premier tour en obtenant 668 votes pour 3,55 % des voix. Lors des élections régionales de 2015 en Provence-Alpes-Côte d'Azur, elle figure sur la liste d'union conduite par le socialiste Christophe Castaner, dont elle est aussi la porte-parole. Cette liste arrive en troisième position à l'issue du premier tour avec 16,6 % des suffrages exprimés, mais se désiste au second tour pour permettre la défaite du Front national, et n'obtient donc aucun siège.
Présentée à Jean-Luc Mélenchon par Sophia Chikirou, la sportive rejoint le mouvement de La France insoumise en 2016 et devient porte-parole nationale du candidat à la présidentielle de 2017. Elle prend également part à l'écriture du livret programmatique du mouvement « Pour un sport émancipateur et libéré de l'argent ». Pour les élections législatives de 2017 dans la troisième circonscription des Bouches-du-Rhône, elle est initialement suppléante pour la candidate socialiste Anne Di Marino, selon elle à son insu,, et devient ensuite candidate pour La France insoumise. Elle est battue au premier tour avec 18,5 % des voix, en troisième position,.
Au cours du processus de désignation des candidats France insoumise des élections européennes de 2019, Sarah Soilihi retire sa candidature à celles-ci. Le 8 novembre 2018, elle annonce quitter le mouvement insoumis, mettant en avant des « désaccords stratégiques » et estimant que le mouvement « se replie sur lui-même ». Elle rejoint alors le mouvement Génération.s créé par Benoît Hamon et est placée en deuxième place sur la liste du parti pour les européennes.